# Archéologie ferroviaire
L'archéologie ferroviaire consiste en l'étude des vestiges de l'histoire ferroviaire (anciennes gares, anciennes lignes, ancien matériel roulant).
L'archéologie ferroviaire est une pratique d'archéologie industrielle.
Elle est souvent le fait de collectifs associatifs qui s'engagent notamment dans des projets d'inventaire du patrimoine ferroviaire.

## Cimetières de locomotives

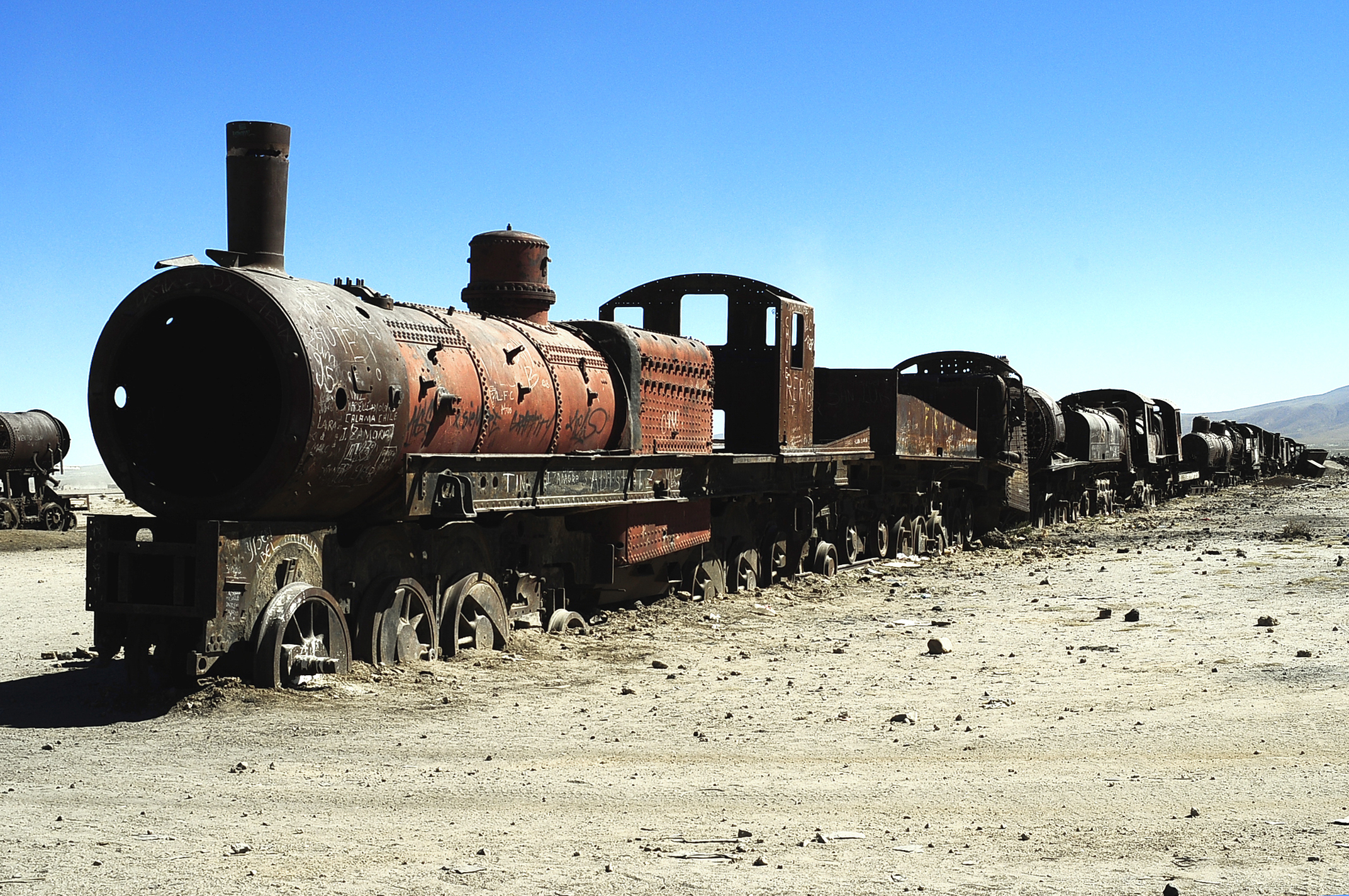
Cimetière ferroviaire d'Uyuni (Bolivie)

Des dépôts abandonnés de matériel ferroviaire peuvent être retrouvés au hasard dans différents pays et en particulier en Afrique et en Amérique du Sud.

## Nouvelle-Zélande
Cette archéologie ferroviaire est particulièrement développée dans certains pays et en particulier en Nouvelle-Zélande, surtout dans l'Île du Sud où elle est plus développée qu'ailleurs, pour deux raisons :
- D'une part, l'importance du chemin de fer dans l'histoire du développement du pays, qui a été fortement structuré par le développement d'un réseau ferré au XIXe siècle, dès avant le réseau routier (ce maillage de voies ferrées s'est effondré à la suite de la dérégulation des transports avec la pénétration de l'automobile au fur et à mesure du développement des routes après la dernière guerre) [3] ;

- D'autre-part, l'existence de véritables cimetières de locomotives et de matériel roulant qui furent enfouis pour consolider les berges des fleuves au contact des voies ferrées menacées par l'érosion et les inondations, essentiellement dans l'Île du Sud. À défaut du recyclage des ferrailles, en particulier lors de la mise à la réforme des locomotives à traction vapeur après la Deuxième Guerre mondiale lors de l'arrivée des locomotives diesel puis de l'électrification du réseau, les locomotives ont été basculées dans les endroits critiques des berges à proximité immédiate de la voie avant que celle-ci soit finalement désaffectée[4] ,[5].

Contrairement à de nombreux pays où le matériel ferroviaire à complètement disparu, le sauvetage de carcasses et de chaudières permet dans certains cas une restauration et une remise en service dans le cadre de musées ou de lignes historiques pour la conservation du patrimoine, restauration d'autant plus précieuse que le patrimoine immobilier est relativement peu important  , 
Des sites d'enfouissements sont ainsi listés et exploités : 
- Westfield (en), Auckland
- Oamaru (en)
- Branxholme (en)
- rivière Bealey
- fleuve Waimakariri
- rivière Mokihinui
- Omoto (en).

## Modélisme ferroviaire
Certains modélistes ferroviaires travaillent sur des ressources documentaires et sur les traces laissées par les installations ferroviaires sur le terrain dans le but de recréer un réseau miniature le plus proche de la réalité.